# Distretto di Arsin
Il distretto di Arsin (in turco Arsin ilçesi) è uno dei distretti della provincia di Trebisonda, in Turchia.